# China Express Airlines
China Express Airlines (кит.: 華夏航空) — китайська авіакомпанія зі штаб-квартирою в міському окрузі Ґуйян (провінція Ґуйчжоу, КНР), що працює в сфері внутрішніх і регіональних перевезень.
Компанія експлуатує літаки одного типу: Bombardier CRJ-900.
Головним транзитним вузлом (хабом) авіакомпанії є міжнародний аеропорт Чунцин Цзянбей, основними пунктами призначення в маршрутній мережі регулярних перевезень виступають міжнародний аеропорт Ґуйян Лундунбао і міжнародний аеропорт Хух-Хото Байта.

## Історія
Авіакомпанія China Express Airlines (також відома як Huaxia Airlines) була утворена в травні 2006 року, ставши першим в Китаї приватним регіональним авіаперевізником.
Власниками China Express Airlines стали такі фінансові компанії: Cathay Fortune (40 %), High Zero (25 %) і Tampines International (24 %), а також міноритарії з 11 % акцій.
28 серпня 2010 року літак Bombardier CRJ200 при посадці в міжнародному аеропорту Ґуйян Лундунбао зачепив правим напівкрилом злітно-посадкову смугу аеропорту, при цьому ніхто не постраждав. Тим не менш, 1 вересня 2010 року Адміністрація цивільної авіації Китаю розпорядилася припинити всі польоти авіакомпанії, провести повне розслідування інциденту та переглянути діючі в авіакомпанії норми безпеки. 6 вересня регулятор дозволив часткове виконання польотів, а через деякий час China Express Airlines відновила перевезення в повному обсязі.

## Флот

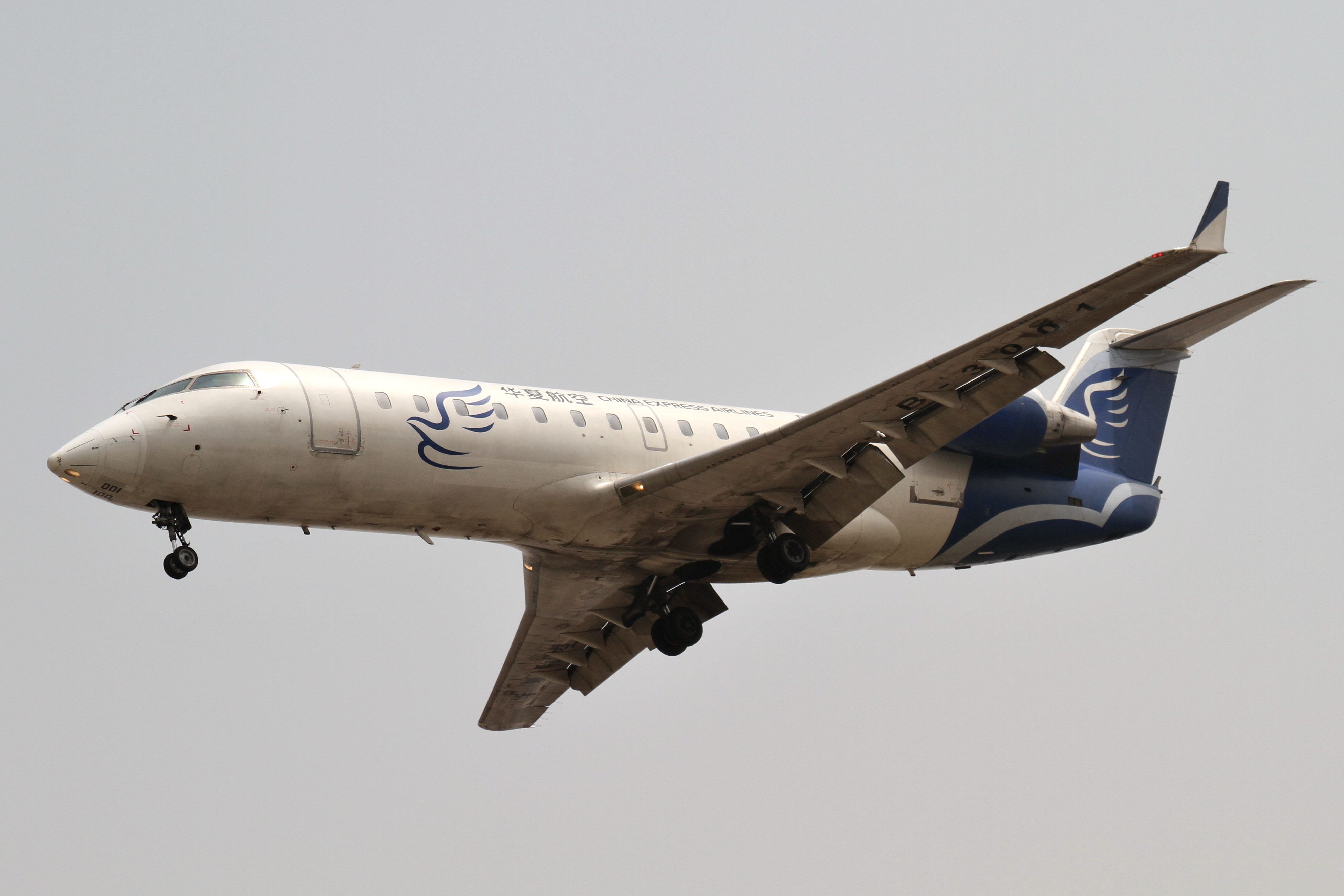
CRJ-200 авіакомпанії China Express Airlines в міжнародному аеропорту Далянь

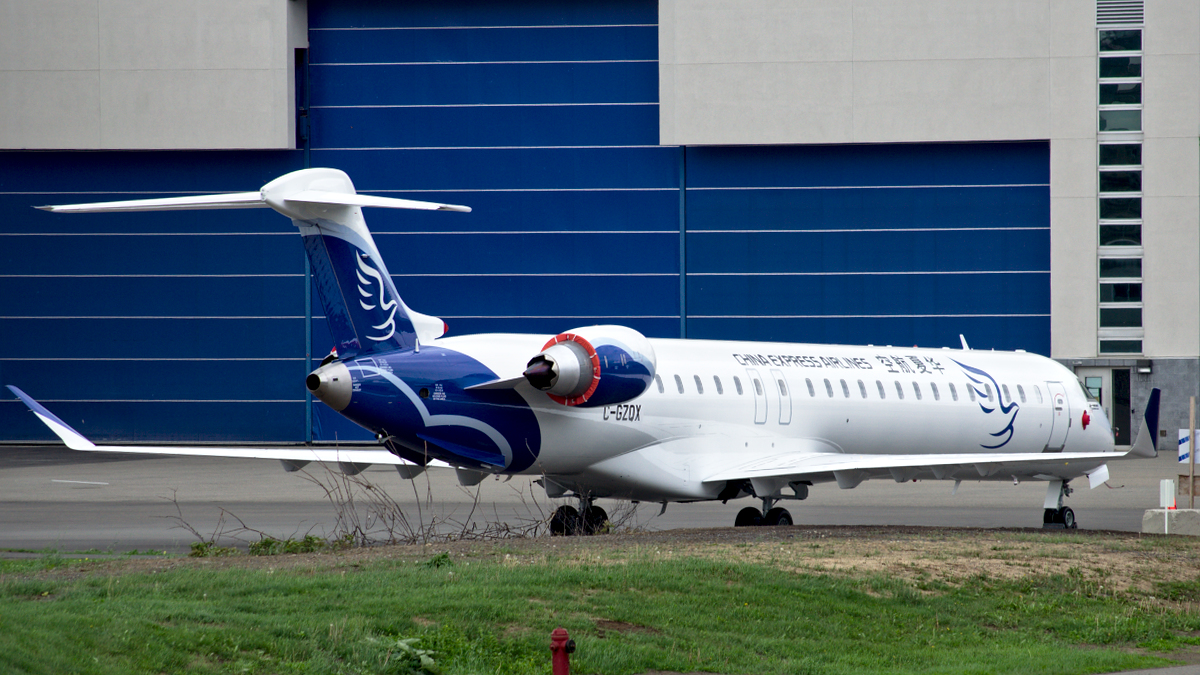
CRJ-900 авіакомпанії China Express Airlines з заводу в Монреалі

У квітні 2015 року повітряний флот авіакомпанії China Express Airlines становили такі літаки:
У жовтні 2011 року авіакомпанія підписала договір про наміри на поставку шести лайнерів CRJ-900NG з опціоном на ще п'ять машин. Про операцію було оголошено в лютому наступного року, а в липні того ж року попередню угоду було перетворено в твердий контракт.
У 2014 році China Express Airlines уклала договір на поставку ще 16 літаків CRJ-900.